# NATO-pigtråd
NATO-pigtråd eller barberbladspigtråd er er et net af metalstrimler med skarpe kanter, hvis formål er at forhindre ulovlig indtrængen af mennesker eller sikre faciliteter som f.eks. fængsler, hvor der er risiko for flugt. 
Barberbladspigtråd  er langt skarpere end almindelig pigtråd; navnet kommer af dets udseende som ligner barberblade, men den er dog ikke skarp som en ragekniv. Spidserne er dog meget skarpe og designet til at rive i og hænge fast i både tøj og hud.
De mange blade på NATO-pigtråd er designet til at forvolde alvorlige snitsår på enhver, der forsøger at forcere eller kravle over den, hvilket samtidig giver en stærk psykologisk afskrækkelseseffekt. Selvom pigtråden relativt hurtigt kan omgås af personer med værktøj (f.eks. boltaks), er det ganske farligt og tidskrævende at forsøge at komme igennem uden redskaber. Dette medvirker til at forhindre forsøg eller give tilstrækkelig tid til, at sikkerhedsstyrker kan reagere.
Der er forskellige lande har regler der begrænser eller helt forbyder brugen af pigtråd, heriblandt Norge, mens det i Danmark er lovligt at bruge pigtråd til områdesikring, men Hegnsloven beskriver at pigtråd skal være "fjernet mindst 1 m fra færdselsbanen, for gangstiers vedkommende mindst 1 m fra stiens midtlinie."